# Timex Sinclair 2080
Timex Sinclair 2080 je tiskárna pro počítače Timex Sinclair 2068 a Timex Computer 2068. Tisková hlava má 9 jehliček, tisk je 80sloupcový. Ve skutečnosti se jedná o tiskárnu Mannesmann Tally Spirit 80, pouze v jiném designu. Tiskárna byla pouze představena, existovala na propagačních materiálech, ale nedostala se do sériové výroby.